# Etropus peruvianus
Etropus peruvianus är en fiskart som beskrevs av Hildebrand, 1946. Etropus peruvianus ingår i släktet Etropus och familjen Paralichthyidae. IUCN kategoriserar arten globalt som livskraftig. Inga underarter finns listade i Catalogue of Life.